# Danái Tzíka-Kostopoúlou
Danái Tzíka-Kostopoúlou (en grec Δανάη Τζήκα-Κωστοπούλου), née le 16 septembre 1985 à Athènes, est une femme politique grecque.

## Biographie
Aux élections législatives grecques de janvier 2015, elle est élue députée au Parlement hellénique sur la liste de la SYRIZA dans la circonscription de la Magnésie. Elle est élue secrétaire pour la première session de la XVIe législature avec 220 votes positifs le 6 février.